# Juan Carlos Álvarez
Juan Carlos Álvarez Vega (San Martín del Rey Aurelio, 2 maggio 1954) è un allenatore di calcio ed ex calciatore spagnolo, di ruolo centrocampista.